# Napoleon Murphy Brock
Napoleon Murphy Brock (7 giugno 1945) è un cantante, sassofonista e flautista statunitense.
È famoso soprattutto per la sua collaborazione con Frank Zappa, avendo contribuito in diversi album del chitarrista tra il 1974 ed il 1984. Apparve anche in alcune raccolte di materiale registrato durante i concerti delle band di Zappa in quegli stessi anni. Interpretò il personaggio dell'Evil Prince nell'album-musical Thing-Fish, pubblicato da Zappa nel 1984. Dopo la morte del chitarrista, avvenuta nel 1993, ha partecipato a The Grandmothers e Zappa Plays Zappa, progetti musicali in omaggio allo stesso Frank Zappa. Oltre che come cantante e polistrumentista, Brock è conosciuto come compositore e produttore musicale. È inoltre comparso in alcuni dei video realizzati da Frank Zappa.
Tra gli altri musicisti con cui ha collaborato vi sono George Duke e Captain Beefheart,, con i quali aveva suonato nelle formazioni di Zappa. Nel 2003 pubblicò il proprio primo album, Balls, al quale collaborarono altri musicisti delle band di Zappa. Nel 2003 collabora con gli Ossi Duri partecipando al loro album “X (Ten years later uncle Frank never left)”. Nel 2009, il brano Peaches en Regalia (in origine appartenente all'album di Zappa Hot Rats) suonato da Brock con i Zappa Plays Zappa vinse la 51ª edizione dei Grammy Awards per la migliore performance di rock strumentale dell'anno. Nel 2011 Brock ha pubblicato This Is What Frank Zappa Heard, album che contiene brani registrati con una piccola band nell'agosto del 1973, la sera in cui Frank Zappa era tra gli spettatori e ascoltò per la prima volta Napoleon Murphy Brock.

## Discografia

### Album da solista
- 2003 - Balls
- 2011 - This Is What Frank Zappa Heard

### Con altri musicisti
- 1974 Frank Zappa : Apostrophe (')
- 1974 Frank Zappa : Roxy & Elsewhere
- 1975 Frank Zappa : One Size Fits All
- 1975 Frank Zappa : Bongo Fury
- 1975 Artisti vari : The Works
- 1976 George Duke : Liberated Fantasies
- 1976 Frank Zappa : Zoot Allures
- 1978 Michael White : The X Factor
- 1979 Dee Dee Bridgewater : Bad For Me
- 1979 George Duke : Follow That Rainbow
- 1979 Frank Zappa : Sleep Dirt
- 1979 Frank Zappa : Sheik Yerbouti
- 1979 George Duke : Master of The Game
- 1984 Frank Zappa : Them or Us
- 1984 Frank Zappa : Thing-Fish
- 1986 Frank Zappa : Apostrophe/Over:Nite Sensation
- 1988 Frank Zappa : You Can't Do That on Stage Anymore, Vol. 1
- 1988 Frank Zappa : You Can't Do That on Stage Anymore, Vol. 2
- 1989 Frank Zappa : You Can't Do That on Stage Anymore, Vol. 3
- 1991 Frank Zappa : Unmitigated Audacity
- 1991 Frank Zappa : You Can't Do That on Stage Anymore, Vol. 4
- 1991 George Duke : Don't Let Go
- 1991 Frank Zappa : You Can't Do That on Stage Anymore, Vol. 6
- 1993 George Duke : Three Originals
- 1995 Frank Zappa : Strictly Commercial
- 1996 George Duke : Greatest Hits
- 1996 George Duke : Best Of George Duke
- 1996 Supernatural fairy tales : The Progr
- 1996 Frank Zappa : Frank Zappa Plays the Music of Frank Zappa
- 1997 Frank Zappa : Have I Offended Someone?
- 1998 Frank Zappa : Cheap Thrills
- 1999 Frank Zappa : Son of Cheep Thrills
- 1999 Captain Beefheart : The Dust Blows Forward
- 2002 Ant Bee : Electric Church Muzik
- 2003 Ossi Duri: X - Ten years after, Uncle Frank never left
- 2003 The Grandmothers : Night at the Gewandhaus
- 2005 Robert Kramer : Legacy of Love
- 2005 Neonfire : Neonfire
- 2005 Sheik Yerbouti : Ouch Patrol
- 2006 Zappa Family : Apostrophe(') Overnight Sensation
- 2007 Zappa Plays Zappa : Zappa Plays Zappa (con Peaches En Regalia, brano vincitore di un Grammy Award nel 2009)
- 2007 Gregarious Movement After Frank - 1st Movement (gruppo formato da Brock negli anni settanta)
- 2007 Zappanale Festival Live : Bogus Pomp
- 2008 George Duke : Dukey Treats